# Satu Hassi

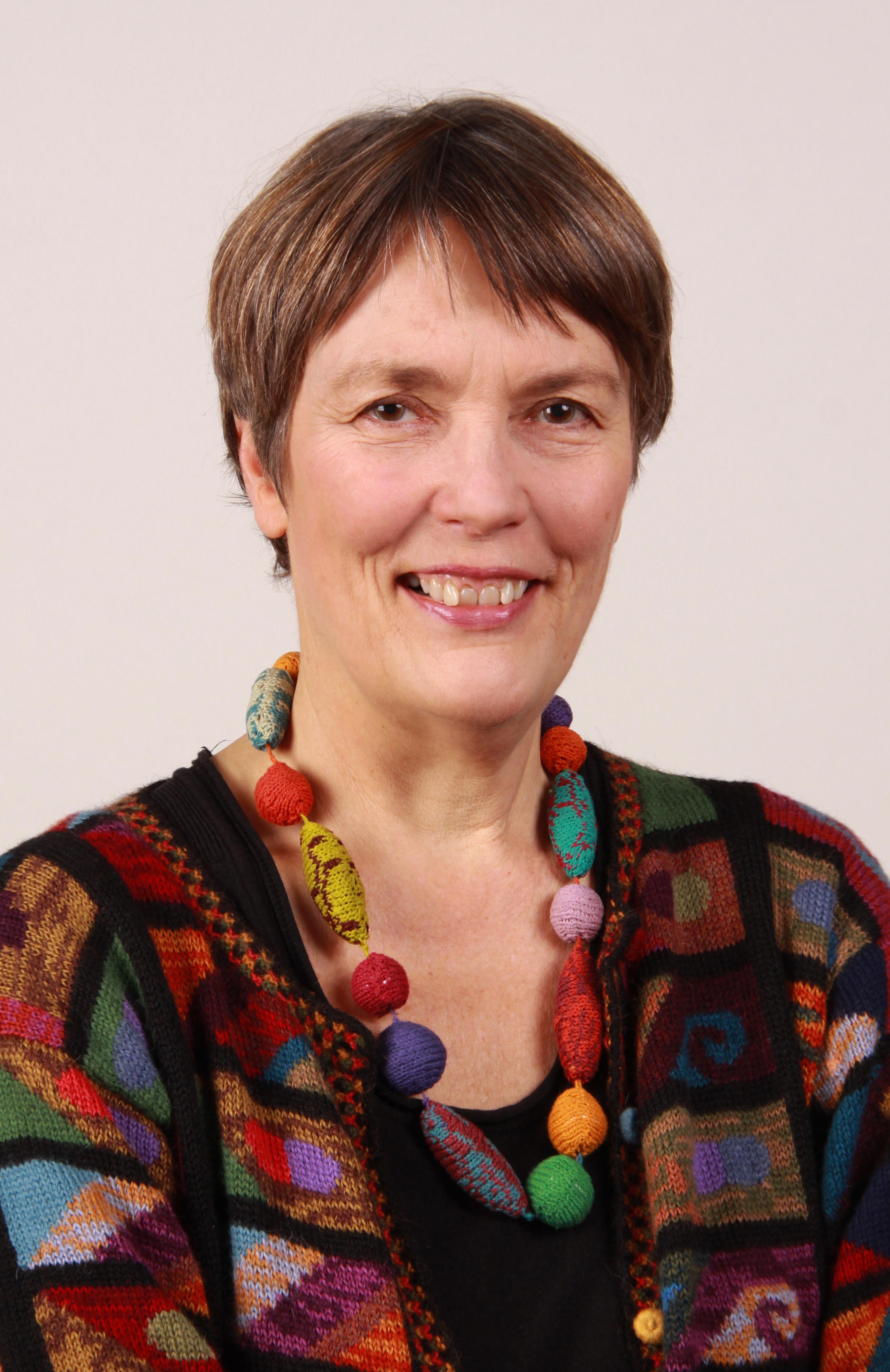
Satu Hassi

Satu Hassi (n. 3 iunie 1951 în Helsinki, Finlanda) este un om politic finlandez, membru al Parlamentului European în perioada 2004-2009 din partea Finlandei.